# Moturoa / Rabbit Island
Moturoa Island / Rabbit Island ist eine Insel im südlichsten Teil der Tasman Bay / Te Tai-o-Aorere an der Nordseite der Südinsel von Neuseeland.

## Geographie
Die Insel befindet sich rund 4 km westlich von Nelson, am südlichen Ende der Tasman Bay. Sie erstreckt sich über eine Länge von 8,5 km in Ost-West-Richtung und misst an ihrer breitestens Stelle rund 2,7 km. Dabei umfasst sie eine Fläche von 15 km². Der Waimea Rivers mündet westlich der Insel in die Tasman Bay.

## Nutzung
Die Insel ist ein Erholungsort für die Einwohner von Motueka, Mapua, Wakefield, Brightwater, Richmond, Stoke und Nelson. Eine Brücke überspannt das Gezeitengebiet zwischen Insel und Festland. Die Insel besteht zu großen Teilen aus großen Sanddünen, die von Kiefern bewachsen sind, deren Wurzeln durch das Wandern der Dünen freigelegt werden.

## Anmerkung
In Neuseeland verfügen mehrere Inseln über den Namen Rabbit Island. Sie sind alle allerdings kleiner als 1 km²: 
1. westlich von Kawau Island, nördlich von Auckland,
2. bei Slipper Island vor der Ostküste der Coromandel Peninsula,
3. südlich von Riverton/Aparima in der Foveaux Strait,
4. an der Küste vor Mount Maunganui, nördlich von Tauranga,
5. und im Lake Wānaka